# Sprue tropicale
 Mise en garde médicale
La sprue tropicale est un syndrome de malabsorption intestinale avec des anomalies histologiques de l’intestin grêle et associant au moins deux éléments biologiques suivants :
- stéatorrhée
- test au D-xylose diminué
- carence en acide folique
- carence en vitamine B12

Elle est retrouvée de façon endémo-épidémique en Asie du Sud-Est, en Inde, aux Caraïbes, en Amérique centrale et plus rarement en Afrique noire.

## Étiologie
L'étiologie reste inconnue jusqu'à présent, même si le régime végétarien strict est propice à son déclenchement, notamment chez l'enfant. L’efficacité des antibiotiques est en faveur d’une étiologie infectieuse.

## Clinique
La diarrhée est le signe clinique essentiel. Le tableau clinique évolue en trois étapes :
1. une diarrhée aiguë, fébrile, avec douleurs abdominales, vomissements, anorexie,
2. une diarrhée chronique graisseuse, témoin d’une stéatorrhée et cause d’une dénutrition,
3. une anémie et une stomatite, qui sont les témoins des carences vitaminiques.

## Diagnostic
Les examens biologiques retrouvent une stéatorrhée et une anémie macrocytaire mégaloblastique.
L'examen radiologique utile est le transit du grêle qui retrouve un aspect de grêle fonctionnel.
Une biopsie de l'intestin grêle retrouve une atrophie villositaire avec un infiltrat lymphoplasmocytaire du chorion.
La réponse au traitement par antibiotiques et acide folique est un véritable test diagnostique.

## Évolution
Sous antibiothérapie, l’évolution est rapidement favorable en 10 à 15 jours. Dans le cas contraire, il faut ajouter de la vitamine B12 par voie parentérale.